# Lutz Haueisen
Lutz Haueisen (né le 12 octobre 1958 à Iéna) est un coureur cycliste est-allemand. Spécialiste de la poursuite et de la course aux points sur piste, il a été champion du monde de poursuite par équipes amateurs en 1979 à Amsterdam et champion du monde de la course aux points amateurs en 1981 à Brno.

## Biographie
Lutz Haueisen commence le cyclisme en 1971. Il s'entraîne à partir de 1973 au SG Wismut Gera, avec l'entraîneur Klaus Aurich. En 1978, il remporte le championnat d'Allemagne de l'est d'hiver de poursuite. Il devient champion du monde de poursuite par équipes amateurs en 1979 à Amsterdam, avec Gerald Mortag, Axel Grosser et Volker Winkler. Mortag et Winkler se rendent en 1980 aux Jeux olympiques, à Moscou, avec Uwe Unterwalder et Matthias Wiegand, soit l'équipe championne du monde en 1978. Après cette chance manquée de participation aux Jeux olympiques, Haueisen se spécialise dans la course aux points, qui intègre le programme olympique lors des Jeux de 1984. En 1981, il remporte le championnat du monde de la course aux points amateurs. L'année suivante, il prend la 10e place. En 1983, il remporte le championnat national d'hiver dans cette discipline. À cause du boycott des Jeux olympiques de Los Angeles par la RDA, il est cependant à nouveau privé de participation. En 1985, il devient champion de RDA de la course aux points.
Lutz Haueisen termine sa carrière cycliste en 1987. Il dirige un magasin de vélo à Gera. Il est le père du cycliste Dennis Haueisen. En 2004 et 2005, celui-ci a couru dans l'équipe Team RSH (Radshop Haueisen), sponsorisée par son père. Cette équipe est ensuite devenue la formation Milram Continental Team, dirigée par Lutz Haueisen et sa femme Sylvia, et liée à l'équipe ProTour Milram, dont Dennis Haueisen a été membre de 2006 à 2008. Milram Continental Team a disparu à la fin de l'année 2009.

## Palmarès

### Championnats du monde
- Amsterdam 1979
  -  Champion du monde de poursuite par équipes amateurs (avec Gerald Mortag, Axel Grosser et Volker Winkler)

- Brno 1981
  -  Champion du monde de la course aux points amateurs

## Championnats nationaux
- Champion d'Allemagne de l'Est de la course aux points en 1985
- 2e du championnat d'Allemagne de l'Est de poursuite en 1983